# Skelde
Skelde is een plaats in de Deense regio Zuid-Denemarken, gemeente Sønderborg, en telt 282 inwoners (2008).
Het dorp was tussen 1910 en 1932 eindstation van de spoorlijn Vester Sottrup - Skelde. Deze lijn, uit de Duitse tijd, werd al in 1932 weer gesloten, maar het stationsgebouw is nog steeds aanwezig.